# Heinrich Brauns
Pour les articles homonymes, voir Brauns.
Heinrich Brauns est un homme politique allemand, né le 3 janvier 1868 à Cologne (province de Rhénanie) et mort le 19 octobre 1939 à Lindenberg im Allgäu (Troisième Reich).
Membre du Zentrum, il est ministre du Travail de 1920 à 1928, dans treize gouvernements successifs, marquant ainsi de son influence la politique sociale de la république de Weimar.